# ماونت کورینگ-گای، نیو ساوت ولز
ماونت کورینگ-گای (به انگلیسی: Mount Kuring-gai) یک حومه شهر در استرالیا است که در نیو ساوت ولز واقع شده‌است.